# Facultad de Filosofía y Letras
Filosofía y Letras es el nombre de las facultades universitarias y departamentos universitarios dedicados a la docencia e investigación en los ámbitos denominados ciencias humanas o humanidades (mera abreviación de preferencia anglosajona), que en muchos casos disponen de facultades separadas, así frecuentemente Filología o Filosofía. Esta tendencia a la desmembración administrativa e incluso especialística, desarrollada de forma creciente durante la segunda mitad del siglo XX, se encuentra actualmente en retroceso.
La separación de los estudios de letras y ciencias no sucedió hasta el siglo XIX, puesto que desde los orígenes de la universidad medieval, caracterizada justamente por ofrecer estudios universales, la especialización en los distintos campos científicos no era precisamente el objetivo.
Desde el Renacimiento (siglo XV) se establece una oposición entre las letras divinas: la teología; y las letras humanas: todo el conocimiento humano, al que aspiran los humanistas, y que precisamente no tenía en las universidades (anquilosadas en el escolasticismo y en la reproducción de las élites sociales de los colegios mayores) el lugar principal para su desarrollo, sino en academias y otras instituciones. Otra oposición, en este caso vital, es la que se establecía a las armas y las letras, tópico literario recurrente (la pluma es más poderosa que la espada, el soldado-poeta, etc.).
Tras las reformas universitarias de 1847 en España, la Facultad de Filosofía se estableció como una facultad genérica (en otros casos como departamento) para el estudio de las disciplinas que no entraban en las tradicionales de derecho o medicina. En aquellas facultades se establecieron cuatro secciones: literatura, filosofía, ciencias naturales y ciencias físico matemáticas.
Con el tiempo, la separación de las facultades dedicadas a las ciencias físico-naturales dejó en la denominada Facultad de Filosofía y Letras las disciplinas que no entraban en ese ámbito.
Aunque posteriormente se haya mantenido, como tal denominación de facultad y licenciatura, ha sido habitual en muchas universidades que, aún manteniéndose agrupadas dentro de la misma facultad, se hayan especializado los estudios en licenciaturas de filosofía, de diversas filologías (hispánica, inglesa, clásica, u otras denominaciones), de historia (que en la tradición francesa y española se suele impartir coordinadamente con la geografía), etc.; o bien en algunos casos se ha establecido una licenciatura de letras o humanidades. En muchas otras universidades se han constituido facultades distintas (facultad de filosofía, facultad de filología, facultad de historia o geografía e historia, etc.). Para otras ciencias sociales, como la economía, las ciencias políticas, etc. había sido mucho más habitual que dispusieran de facultad propia desde mucho antes.
El que el título universitario obtenido sea el de licenciado en filosofía con especialización en uno u otro campo, o bien el de licenciado en filosofía y letras, en historia, en filología clásica, etc., no confiere distinta capacitación académica.